# زبان فارسی در بالکان

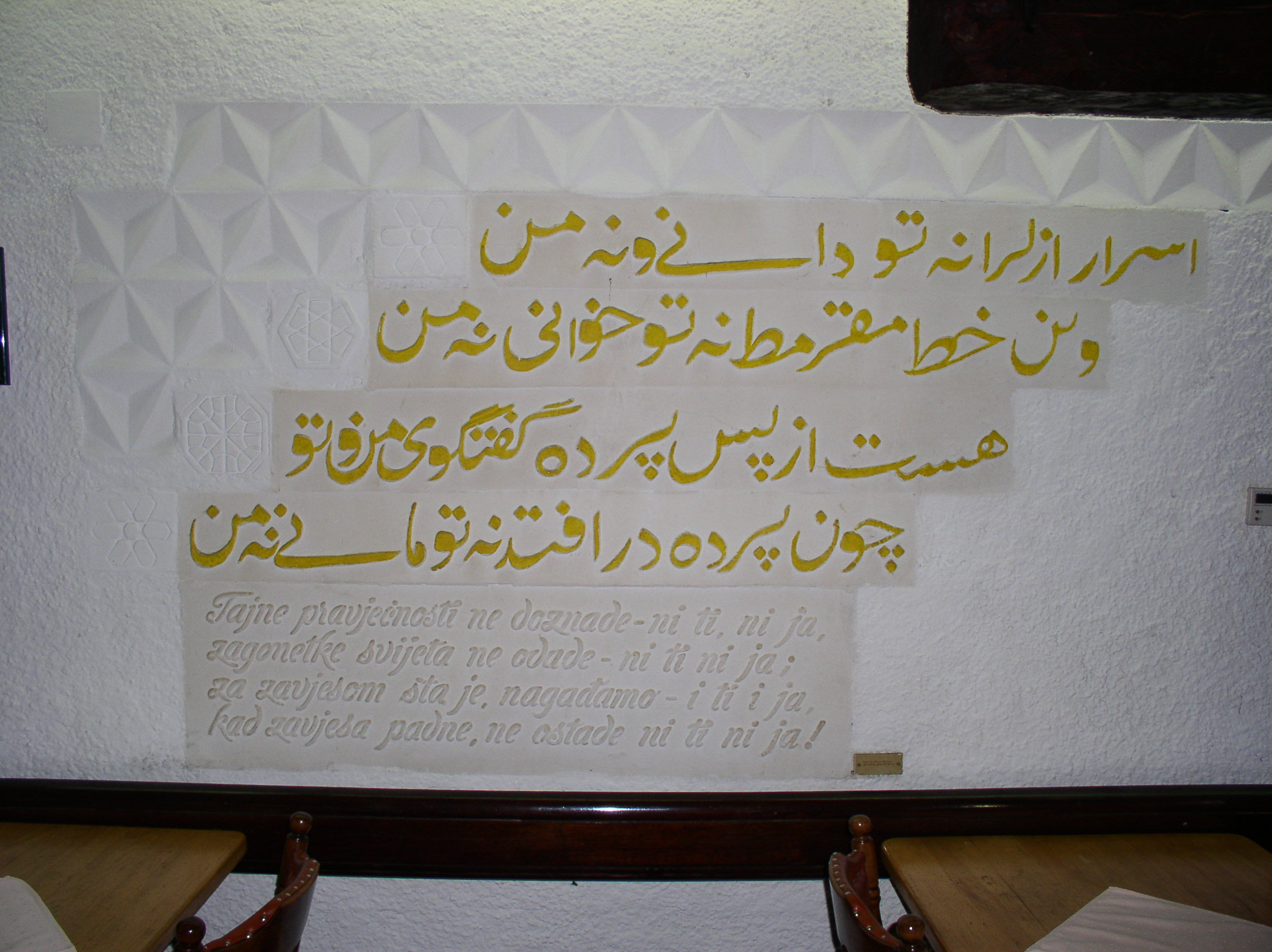
کتیبه فارسی شعر خیام در خان موریچا در سارایوو

بالکان در گذشته‌ای نه‌چندان دور، مرز غربی زبان و ادبیات فارسی بوده‌است. عثمانیان فارسی را به همراه اسلام به این مناطق وارد کردند و برخی از شهرها همانند سارایوو و موستار به مراکز شعر و ادب فارسی تبدیل شدند و شاعران فراوانی را در خود پرورش دادند. فرهیختگان و روشنفکران بالکانی نیز به دلیل اهمیت فارسی در دربار عثمانی آشنایی با فارسی را بر خود واجب می‌دیدند.
بوسنی و هرزگوین از نظر وضعیت فارسی در میان کشورهای بالکان از حالت ویژه‌ای برخوردار است. بوسنیایی‌ها نخستین ملت اروپایی بودند که اسلام آوردند و به دنبال آن به درگاه ورود فارسی به بالکان تبدیل شدند. از سده ۱۶ تا ۱۹ میلادی در سارایوو و موستار مراکز آموزش فارسی و حلقه‌های مثنوی‌خوانی دایر بود. شعرهای شاعرانی همچون سعدی، حافظ و مولوی در برنامه‌های درسی مدارس و خانقاه‌ها گنجانده می‌شد. آلبانی دیگر مرکز عمدهٔ زبان فارسی در بالکان است. نعیم فراشری، شاعر ملی آلبانی، بزرگ‌ترین شاعر پارسی‌گوی این کشور و دارای چندین اثر به فارسی است.
در سده نوزدهم و پس از ضعف حکومت عثمانی، جریان ملی‌گرایی با رهبری مسیحیان در بالکان شروع به فعالیت نمود و با چیرگی آن‌ها، فرهنگ، زبان و ادبیات فارسی در بالکان رو به زوال نهاد و از میان مردم رخت بربست و فقط محدود به دانشگاه‌ها و مراکز شرق‌شناسی شد. با این حال امروزه صدها واژهٔ فارسی در زبان‌های پرشمار بالکان از آن دوران به یادگار مانده‌است.